# 猪名野神社

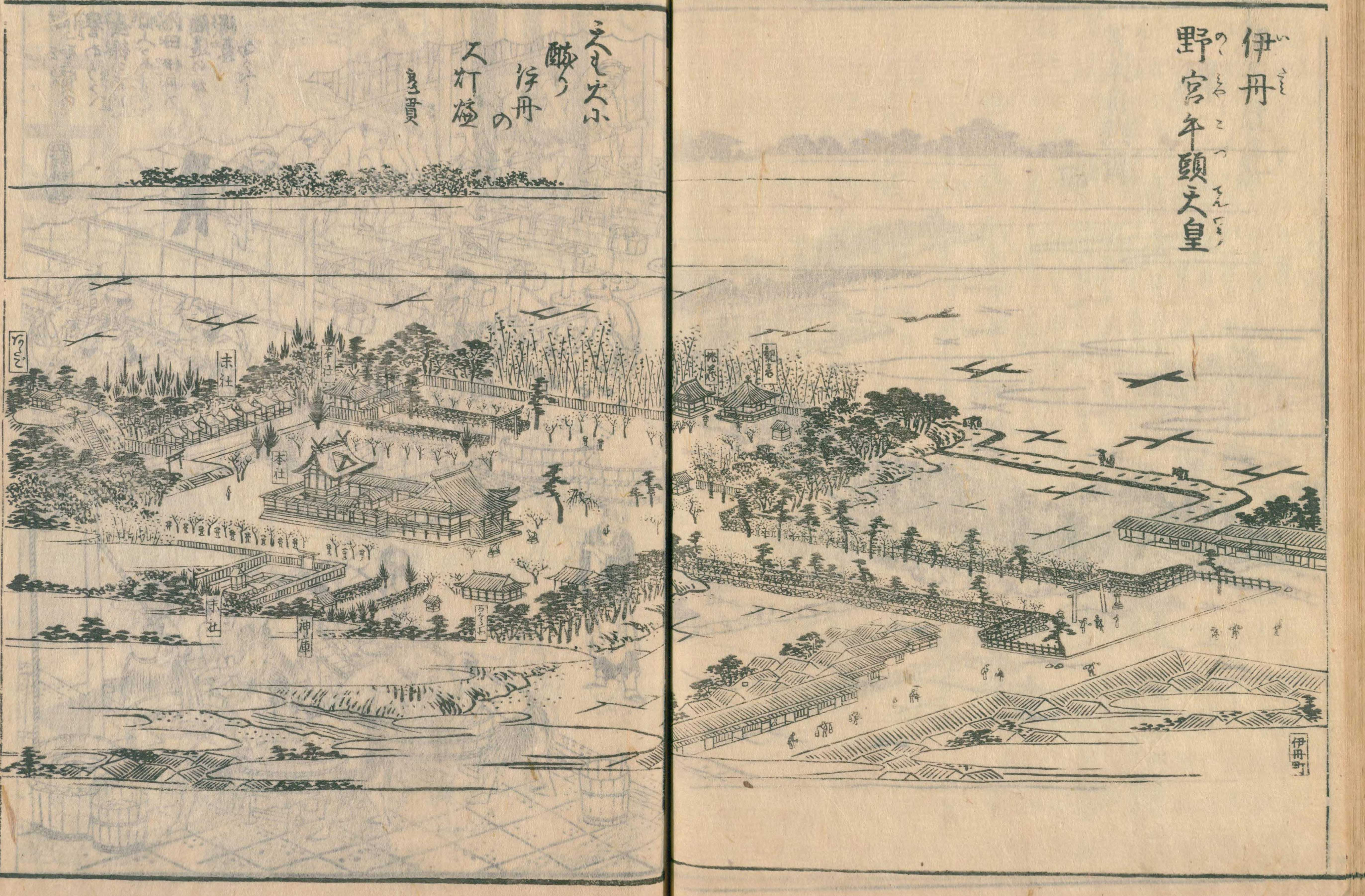
摂津名所図会の野宮牛頭天王社

猪名野神社（いなのじんじゃ）は、兵庫県伊丹市宮ノ前にある神社。戦国時代には有岡城の総構えの北端に位置し、「岸の砦」が置かれていた場所にある。また、江戸時代の伊丹郷町の北端でもある。旧社格は県社。境内は有岡城跡の一部として国の史跡に指定されている。

## 祭神
- 猪名野坐大神（建速須佐之男命、誉田別命、宇多天皇、醍醐天皇、鎮西八郎為朝、豊臣秀頼）

## 歴史
言い伝えによれば、孝徳天皇の時代に猪名寺（現・尼崎市猪名寺）に創建されていたものが、延喜4年（904年）に現在地に遷座したという。
伊丹郷町の氏神で古くは「野ノ宮（ののみや）」「天王宮」「牛頭天王宮」などと呼ばれていた。
戦国時代には荒木村重が居城である伊丹城を総構えを持った有岡城に大改造したが、その際当社は有岡城の総構えの一部として取り込まれた。当社の境内に有岡城最北端の砦である「岸の砦」が築かれ、有岡城の戦いの際には渡辺勘大夫が守っていたが、最後は陥落している。
寛文元年（1661年）に伊丹郷町は近衛家の所領となっていることから、貞享2年（1685年）に近衛基煕が本殿の玉垣を再建している。現在の本殿は翌貞享3年（1686年）に再建されたものである。
明治2年（1869年）の神仏分離により、観音堂・地蔵堂および仏教関係の諸記録等を金剛院に移し、野ノ宮から猪名野神社と改称され、後に県社に列せられた。（確認・調査中）
境内には酒造家・商人の寄進した石灯籠が97基あり、一番古いものは寛永20年（1643年）、狛犬の台座は明和5年（1768年）に作成されている。

## 境内
- 本殿（兵庫県指定有形文化財） - 貞享3年（1686年）再建。
- 幣殿（兵庫県指定有形文化財） - 文政10年（1827年）頃再建。

- 拝殿（兵庫県指定有形文化財） - 正徳4年（1714年）再建。寛政5年（1793年）頃に大改修されている。手水社は清酒発祥の地伊丹に関連する酒造業者の酒樽が寄進されている。
- 相殿社（貴布弥神社、塞神社、祓戸神社、熊野神社、五柱皇子神社、立田神社）[5]。
- 新宮神社
- 天満神社
- 厳島神社
- 佐田彦神社
- 大地主神社・戎社
- 愛宕神社
- 有岡城岸の砦土塁（国指定史跡） - 本殿裏に鎮座する末社の北側と境内西側を南北に走る道路の間に土塁が残っている[6]。国指定史跡はかつて岸の砦があった猪名野神社の境内全域となっている。
- 護国神社
- 神明神社
- 稲荷神社
- 野々宮神苑碑
- 社務所
- 神輿蔵
- 「伊丹市立相撲場」の土俵 - 境内には小規模な公園がある。毎年、市内在住の小学生を対象とした相撲大会が開催されている
- 97基の石灯篭 - この規模の神社としては珍しく多い[7]。

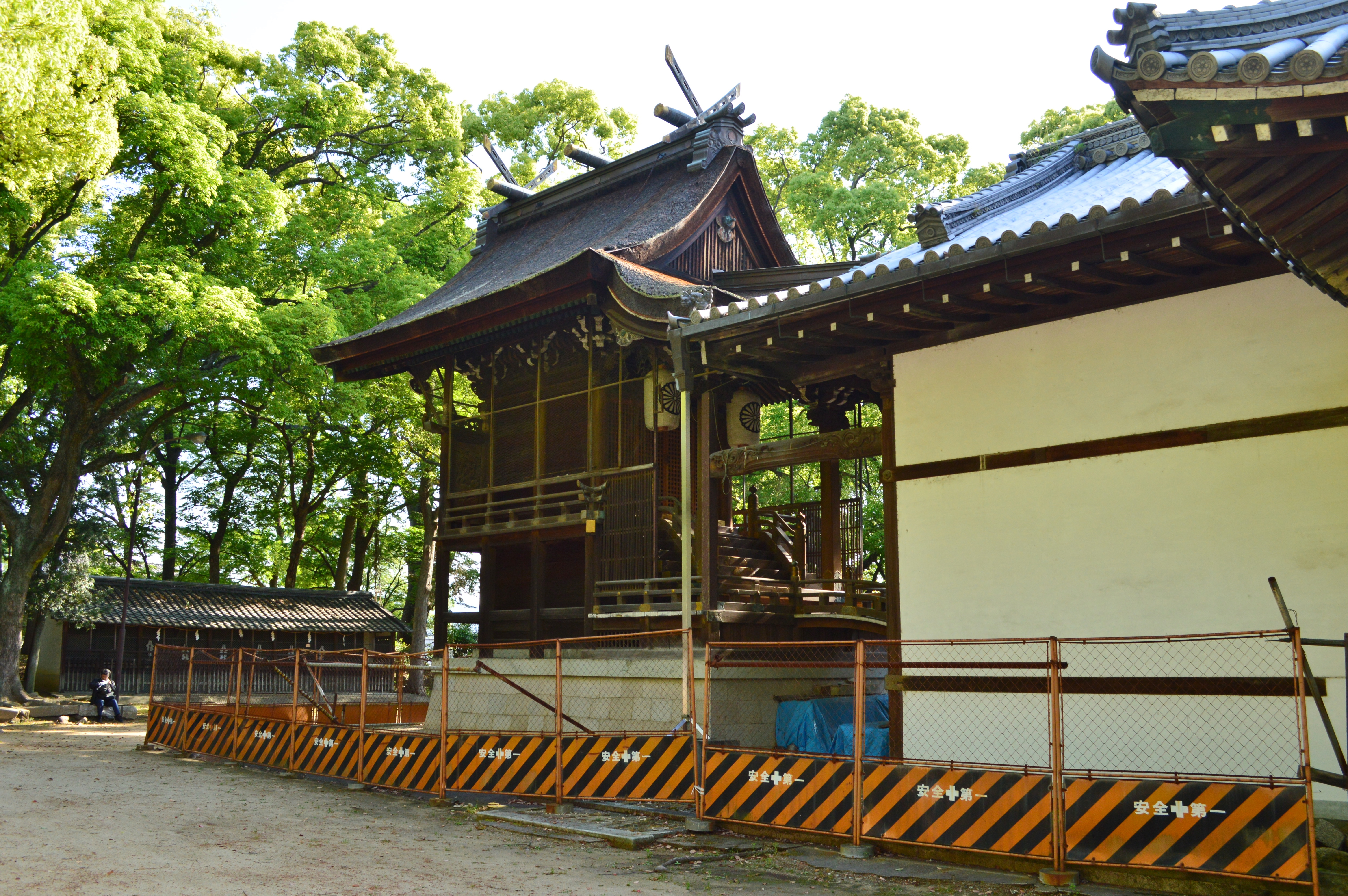
本殿
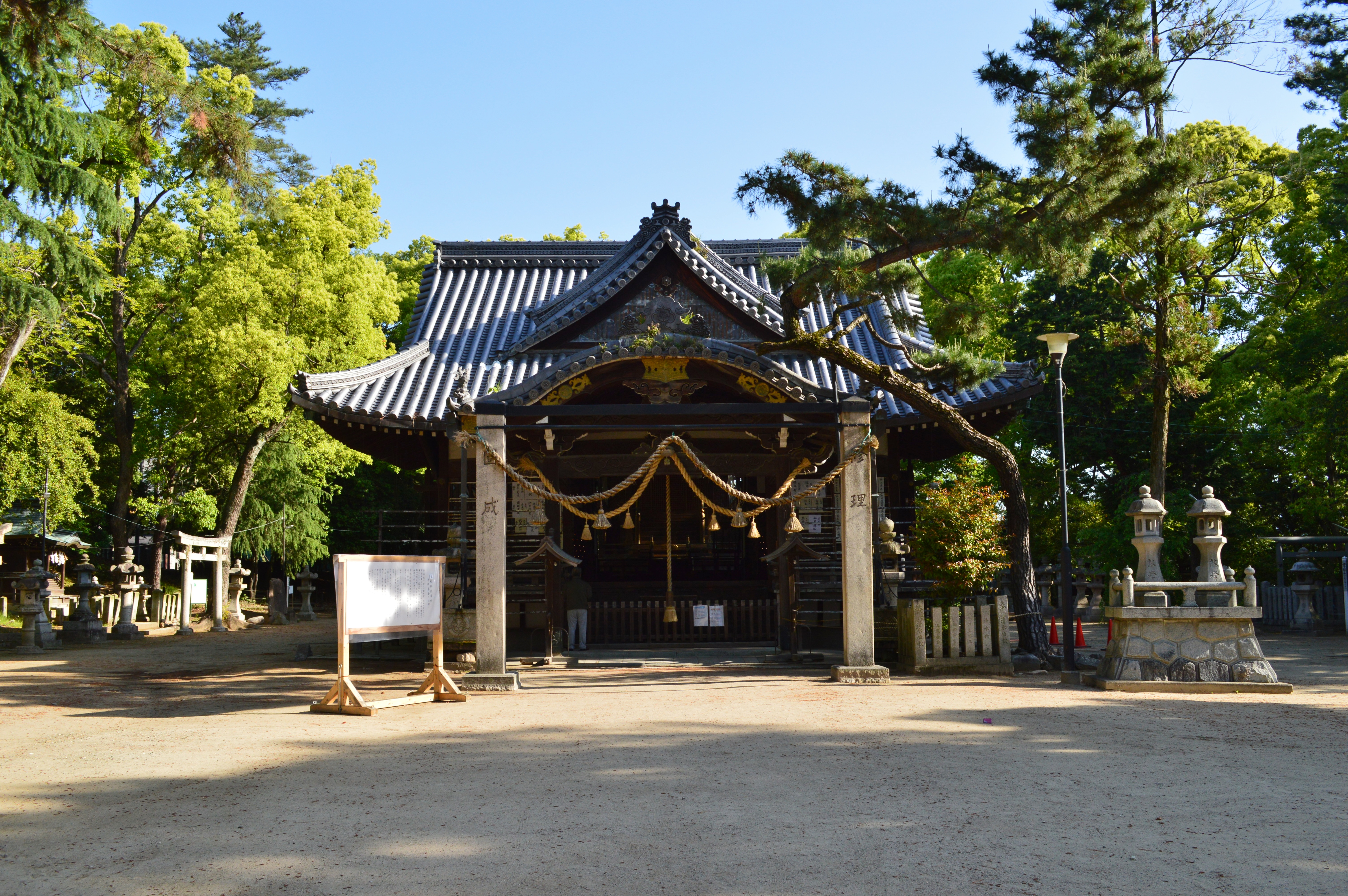
拝殿
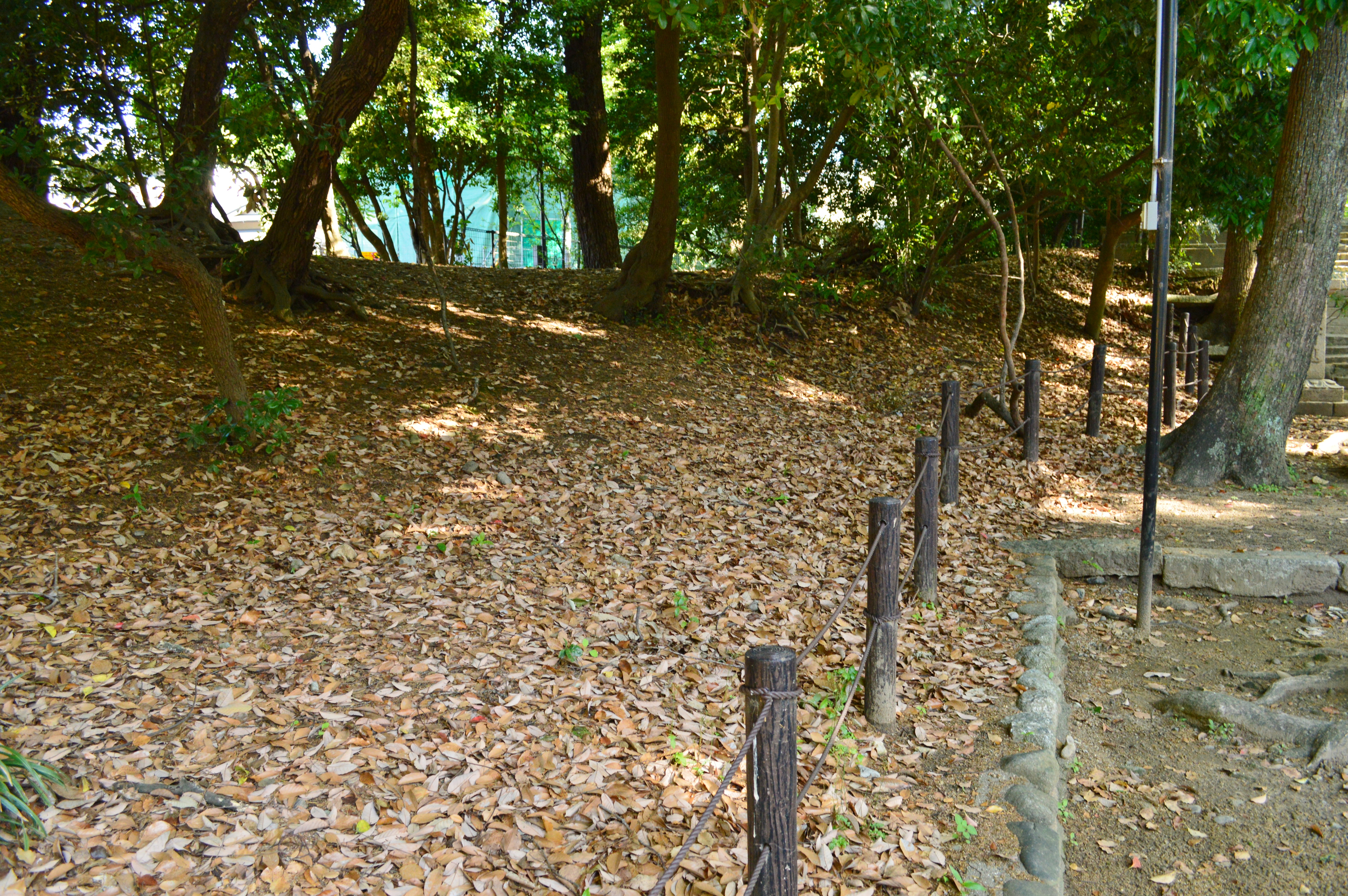
岸の砦の土塁跡
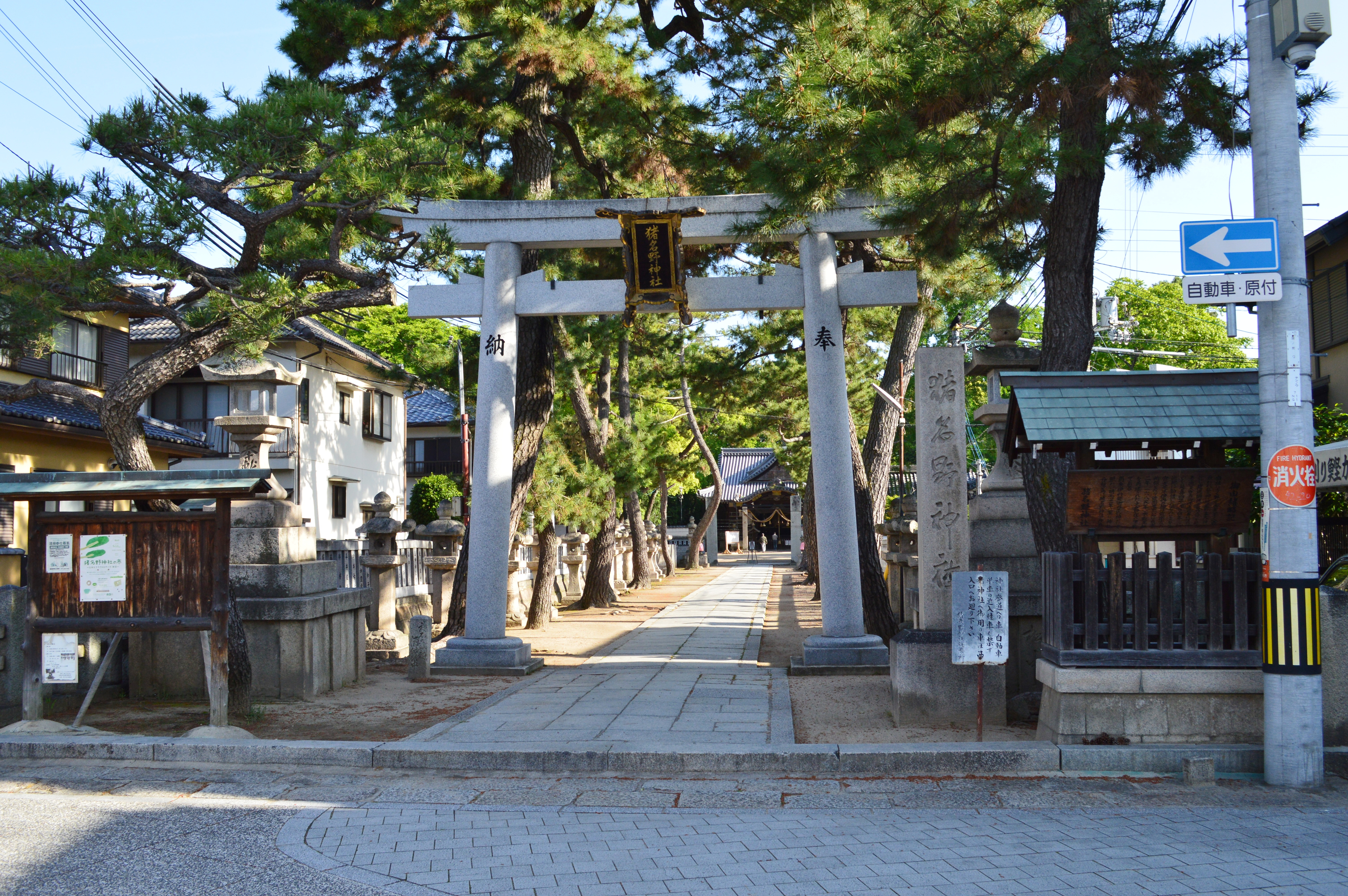
鳥居

## 祭事
- 1月1日    元日祭（歳旦祭）[8]
- 1月10日  十日戎（戎祭）
- 1月15日  成人式（小正月）
- 2月3日（または4日）節分祭
- 2月11日   紀元節
- 3月21日   春季皇霊祭
- 4月23日   春祭
- 4月23日   三社祭・本殿祭・護国祭
- 6月30日   夏越祭（大祓）
- 7月16日   夏祭
- 7月21日   稲荷祭
- 7月25日   天神祭
- 8月24日   愛宕祭
- 9月23日   秋季皇霊祭

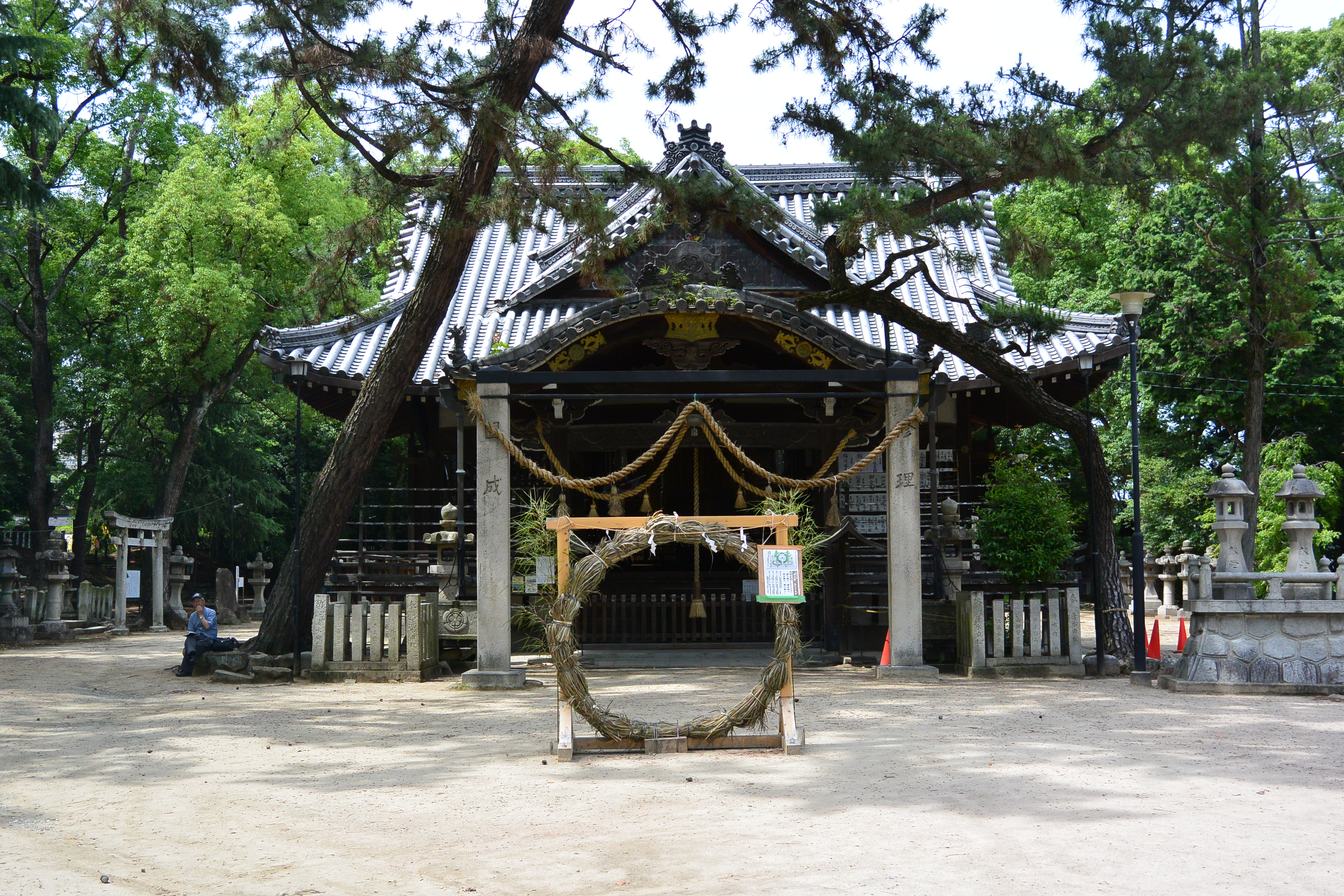
夏越祭（大祓）での茅の輪

- 10月12日  宵宮祭（例年10月第2土曜日）
- 10月13日  秋季例大祭（例年10月第2日曜日）
- 11月15日  七五三
- 12月23日  天皇誕生祭
- 12月31日  除夜祭

## 文化財

### 国指定史跡
- 有岡城跡 - 1979.12.28(昭和54.12.28)猪名野神社の境内全域。

### 兵庫県指定有形文化財
- 本殿 - 2020年（令和2年）3月13日指定。
- 拝殿 - 2020年（令和2年）3月13日指定。
- 幣殿 - 2020年（令和2年）3月13日指定。

### 伊丹市指定有形文化財
- 猪名野神社神幸絵巻 3巻 - 所在地・伊丹市立博物館。1991年（平成3年）12月26日指定。江戸時代、伊丹郷町の氏神野宮（今の猪名野神社）の祭礼は、町を挙げての一大行事だった。元禄16年（1703年）から行列が猪名寺村（今の尼崎市）の御旅所まで巡行するようになり、この様子が3巻の絵巻に描かれている。第3巻は、玉手孟（号眉山）が1898年（明治31年）に描いた[9][10]。
- 建造物 所在地・猪名野神社令和元年５月３０日（2019年）、伊丹市は市指定有形文化財に指定。

### 伊丹市指定天然記念物
- 猪名野神社のムクロジ（無患子） - 樹高約13､5m､枝張り東西約14m､南北約12m､根張り95cm､樹齢200年以上。1986年（昭和61年）11月28日指定[11]。

### その他
- 算額 - 嘉永6年（1853年）岡田社中奉納（復元）拝殿に掲額。